# Atsede Baysa
Atsede Baysa Tesema parfois Atsede Bayisa, née le 16 avril 1987, est une athlète éthiopienne, spécialiste des courses de fond, elle a remporté le Marathon de Paris en 2009 et 2010, également vainqueur du marathon de Chicago 2012.

## Biographie

### Palmarès
| Date | Compétition            | Lieu    | Résultat | Épreuve       | Performance     |
| ---- | ---------------------- | ------- | -------- | ------------- | --------------- |
| 2009 | Marathon de Paris      | Paris   | 1re      | Marathon      | 2 h 24 min 42 s |
| 2010 | Semi-marathon de Paris | Paris   | 1re      | Semi-Marathon | 1 h 11 min 05 s |
| 2010 | Marathon de Paris      | Paris   | 1re      | Marathon      | 2 h 22 min 04 s |
| 2010 | Marathon de Chicago    | Chicago | 2e       | Marathon      | 2 h 23 min 40 s |
| 2011 | Marathon de Londres    | Londres | 4e       | Marathon      | 2 h 23 min 50 s |
| 2012 | Marathon de Londres    | Londres | 9e       | Marathon      | 2 h 25 min 59 s |
| 2012 | Marathon de Chicago    | Chicago | 1re      | Marathon      | 2 h 22 min 03 s |
| 2013 | Marathon de Londres    | Londres | 4e       | Marathon      | 2 h 25 min 14 s |
| 2013 | Marathon de Chicago    | Chicago | 3e       | Marathon      | 2 h 26 min 42 s |
| 2015 | Marathon de Paris      | Paris   | 8e       | Marathon      | 2 h 28 min 10 s |
| 2016 | Marathon de Boston     | Boston  | 1re      | Marathon      | 2 h 29 min 19 s |
| 2016 | Marathon de Chicago    | Chicago | 6e       | Marathon      | 2 h 28 min 53 s |
| 2021 | Marathon de Boston     | Boston  | 8e       | Marathon      | 2 h 28 min 04 s |

### Records
| Épreuve       | Performance    | Lieu      | Date            |
| ------------- | -------------- | --------- | --------------- |
| Semi-marathon | 1 h 7 min 34 s | Barcelone | 17 février 2013 |
| Marathon      | 2 h 22 min 3 s | Chicago   | 7 octobre 2012  |